# Maiha
Maiha, (en Yoruba Agbègbè Ìjọba Ìbílẹ̀ Maiha), est une zone de gouvernement local et une ville dans l'État d'Adamawa au Nigeria.

## Source
- (en) Cet article est partiellement ou en totalité issu de l’article de Wikipédia en anglais intitulé « Maiha » (voir la liste des auteurs).